# Ashu Kasim
Pour les articles homonymes, voir Kasim.
Ashu Kasim, née le 20 octobre 1984, est une athlète éthiopienne. 

## Carrière
Elle remporte le Marathon d'Istanbul en 2010 et le Marathon de Xiamen en 2012.